# Малая Ичма
Малая Ичма — река в России, протекает в Шарьинском районе Костромской области. Устье реки находится в 0,8 км по правому берегу реки Большая Ичма. Длина реки составляет 10 км. 
Исток реки находится в лесах в 12 км к юго-востоку от Шарьи. Река течёт на юго-восток по ненаселённому лесу, впадает в Большую Ичму 800 метрами выше впадения самой Большой Ичмы в Ветлугу.

## Данные водного реестра
По данным государственного водного реестра России относится к Верхневолжскому бассейновому округу, водохозяйственный участок реки — Ветлуга от истока до города Ветлуга, речной подбассейн реки — Волга от впадения Оки до Куйбышевского водохранилища (без бассейна Суры). Речной бассейн реки — (Верхняя) Волга до Куйбышевского водохранилища (без бассейна Оки).
По данным геоинформационной системы водохозяйственного районирования территории РФ, подготовленной Федеральным агентством водных ресурсов:
- Код водного объекта в государственном водном реестре — 08010400112110000041905
- Код по гидрологической изученности (ГИ) — 110004190
- Код бассейна — 08.01.04.001
- Номер тома по ГИ — 10
- Выпуск по ГИ — 0